# Dôme de Barrot
Le dôme de Barrot, culminant à 2 136 mètres, est un sommet faisant partie du secteur alpin des Alpes maritimes. Par extension, il désigne un vaste ensemble montagneux entaillé par les gorges rouges de Daluis à l'ouest, du Cians au centre voire de la Tinée à l'est, dans le département des Alpes-Maritimes.

## Géographie

### Situation

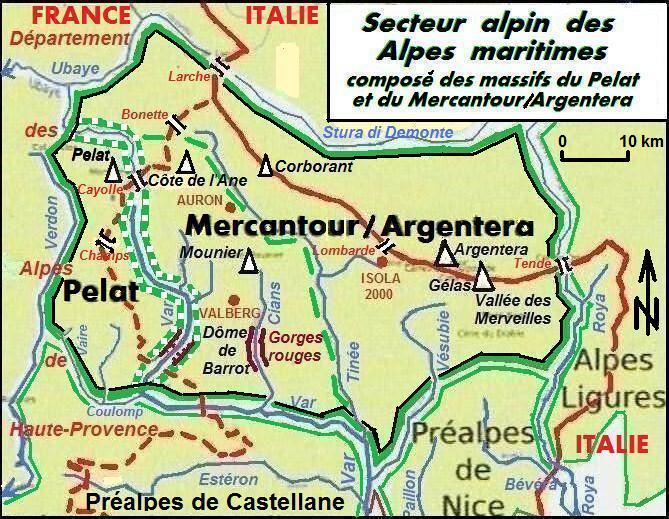
Le dôme de Barrot dans le secteur des Alpes maritimes non élargi ici aux préalpes de Nice.

Le dôme de Barrot, culminant à 2 136 m d'altitude, occupe le centre-ouest du vaste ensemble montagneux auquel il a donné son nom dans le massif du Mercantour-Argentera pris au sens large. Il occupe la partie sud-ouest du secteur alpin des Alpes maritimes entre la moyenne vallée du Var au sud et le chaînon du mont Mounier au nord. D'après Raoul Blanchard, il s'étendrait « sur 420 km2 soit 22 km d'ouest en est et 19 km du nord au sud », respectivement du territoire des communes de Daluis à l'ouest à Pierlas voire Rimplas à l'est, et de Guillaumes, Péone, Beuil et Roubion au nord aux communes de la moyenne vallée du Var avec Entrevaux, Puget-Théniers, Touët-sur-Var et Villars-sur-Var au sud.
Par ailleurs, la « Subdivision orographique internationale unifiée du système alpin » (SOIUSA) fait de l'ensemble montagneux du « Dôme de Barrot » (D.15.c) un des quatre sous-groupes (avec ceux du mont Rougnous, du mont Mounier et de la tête de Périal) du groupe « Mont Mounier » (D.15) appartenant lui à la « chaîne Côte de l'Âne - Mounier » (SPG.4) du secteur alpin des Alpes maritimes (STS.1) qui forme avec celui des « Préalpes de Nice » (STS.2) la deuxième (SZ.2) des six grandes sections des Alpes.

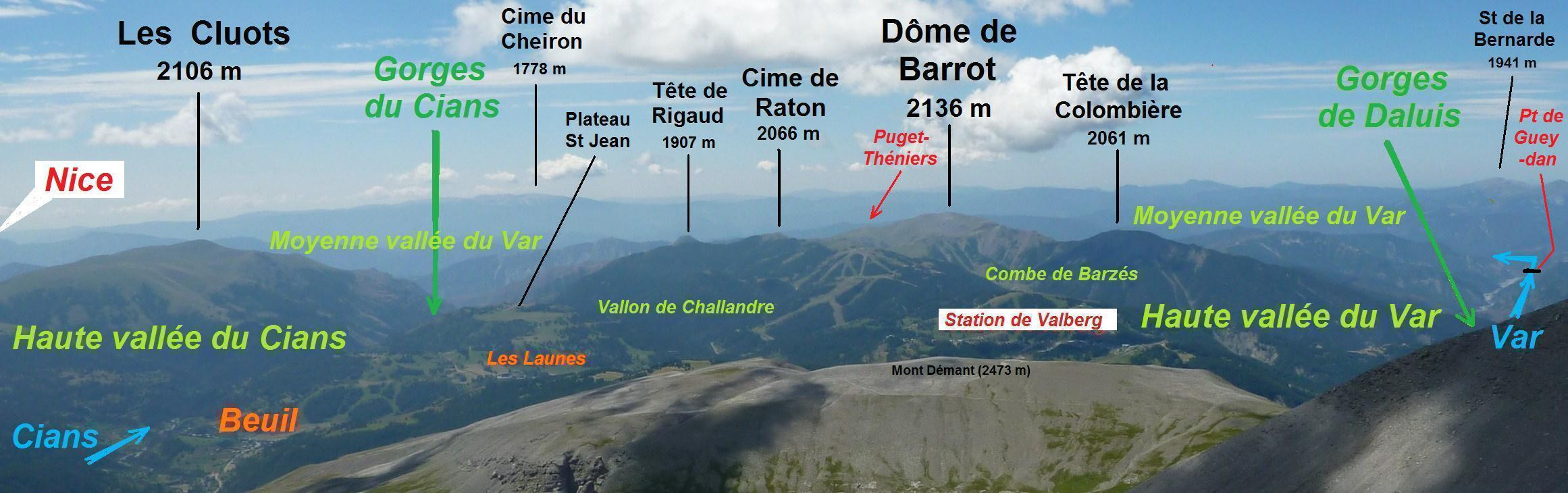
Panorama, d'est en ouest, des 420 km2 du dôme de Barrot au sud du mont Mounier dans les Alpes maritimes.

### Topographie
Pour Jean Vernet, « les deux arêtes culminantes, l'une à la cime de Barrot à 2 136 m, l'autre à la cime des Cluots à 2 106 m, sont étroitement soudées au nord au puissant massif de couverture du mont Mounier par de larges crêtes peu déprimées (col du Quartier ou de Valberg 1 673 m, col de la Couillole 1 678 m). De même, il est traversé en gorges profondes, et sans affecter en rien leurs directions, par le Var à l'ouest et le Cians à l'est. »

### Géologie

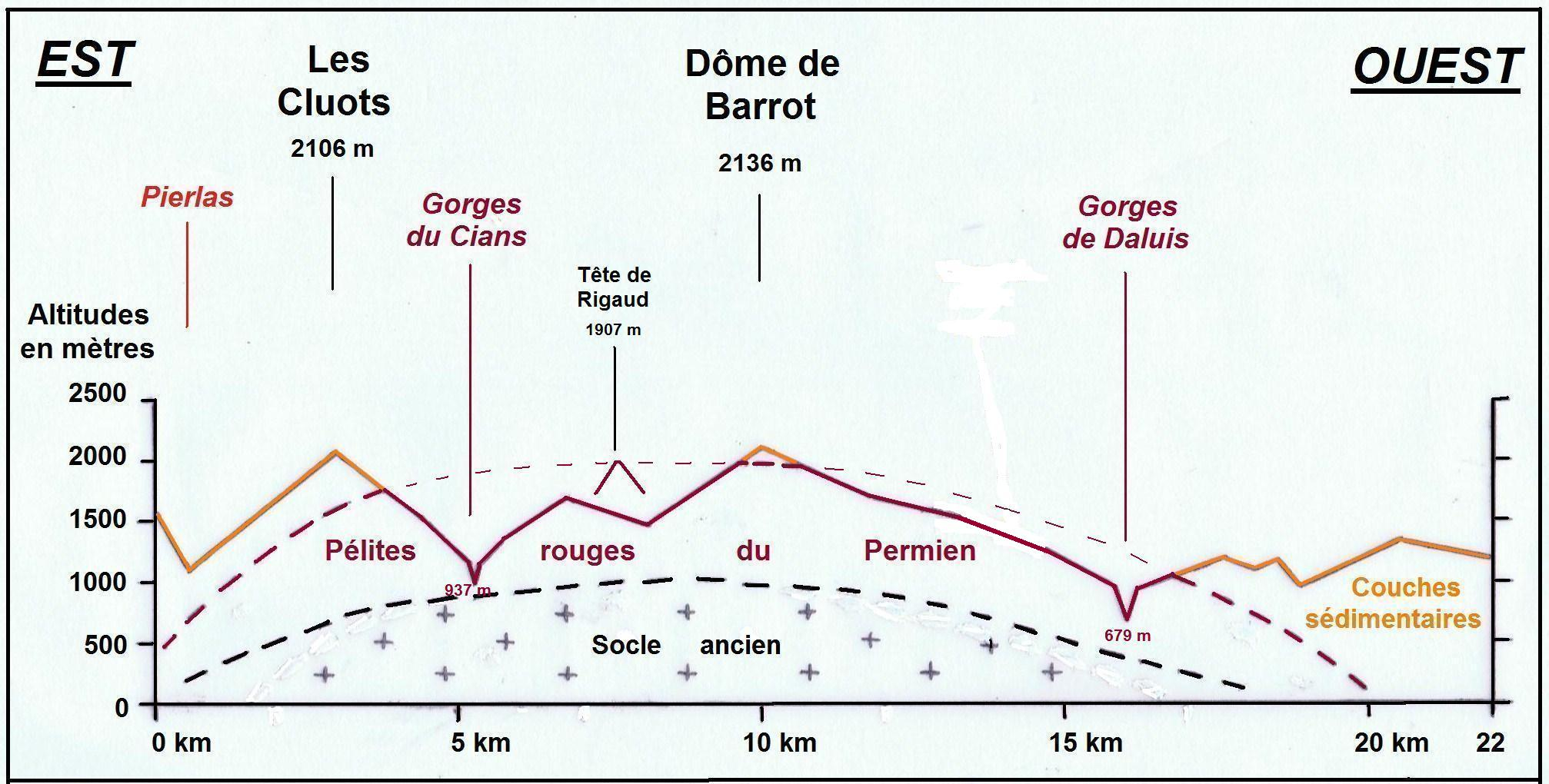
Structure géologique simplifiée du dôme de Barrot : le socle ancien est recouvert sur près de 1000 m par une masse de pélites rouges qui ont été dégagées, par les érosions, des couches sédimentaires encore présentes sur les sommets.

Raoul Blanchard définit le dôme de Barrot comme une ample hernie anticlinale, de forme grossièrement circulaire. Il s'agit pour lui du type même de dôme résultant d'une forte poussée avec ses roches de profondeur qui ont été portées à une forte altitude, ici jusqu'à 2 000 mètres d'altitude, et qui apparaissent ainsi décapées par l'érosion. Il s'agit notamment des « pélites rouges (r4) du Permien éventrées, à l'est, par les gorges du Cians sur une tranche de plus de 900 mètres » sans atteindre leur soubassement. Si on excepte les quelques mètres de Trias épargnés par l'érosion au sommet de la tête de Rigaud (1 907 m), celle-ci est entièrement constituée de pélites rouges du Permien qui s'enfoncent très en dessous du lit du Cians alors à 937 m d'altitude.
La géologue Magali Rossi a écrit : « Sachant que le socle cristallin n'affleure qu'au nord-est dans le massif de l'Argentera-Mercantour et au sud dans le massif du Tanneron, le dôme de Barrot représente certes un bombement du socle ancien mais recouvert (sur près de 1 000 mètres) par sa couverture de pélites rouges (r4) permiennes. » Couverture de pélites du Permien qui affleurent essentiellement dans la partie méridionale de ce vaste ensemble montagneux là où l'érosion, plus vigoureuse, a déblayé les centaines de mètres de couches sédimentaires qui la recouvraient. Celles-ci sont de plus en plus présentes sur la partie septentrionale du bombement anticlinal à commencer par celles du Trias que l'on retrouve entre 2 000 et 2 136 m avec le Trias dolomitique et calcaire formant un abrupt sur le côté sud-ouest du sommet.
L'étude sédimentologique et pétrologique du Permien a permis de définir trois formations principales et de préciser les conditions de dépôt. Celle du Cians (épaisse de 450 à 800 m) présente une succession de séquences sédimentaires : les unes déposées en milieu aérien (éolien) et les autres résultant d'un dépôt sous une faible profondeur d'eau suivi d'un assèchement. Cette rythmicité d'ordre climatique est interrompue par plusieurs dépôts d'origine volcanique. Les deux autres formations sont celles de la Roudoule (50 m d'épaisseur au plus) et celle de Léouvé qui relève d'un système fluviatile.

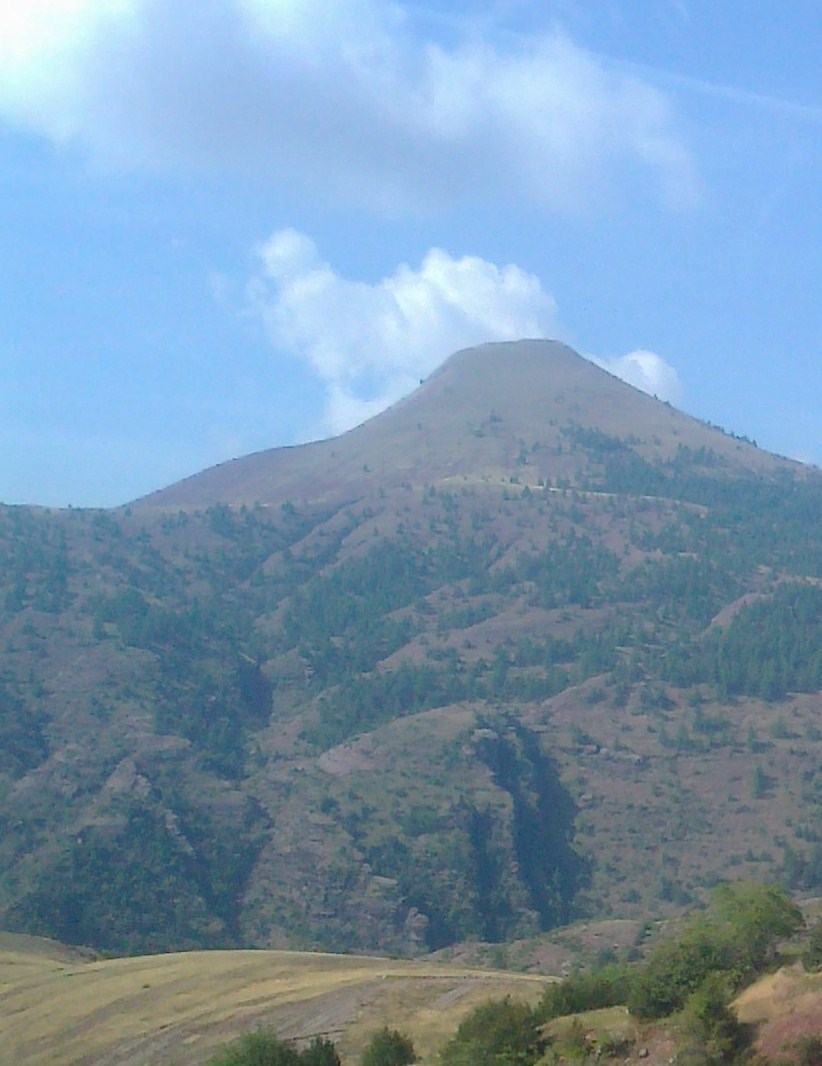
Vue de la tête de Rigaud (1 907 m) et des gorges du ruisseau du Raton appendice de celles du Cians.
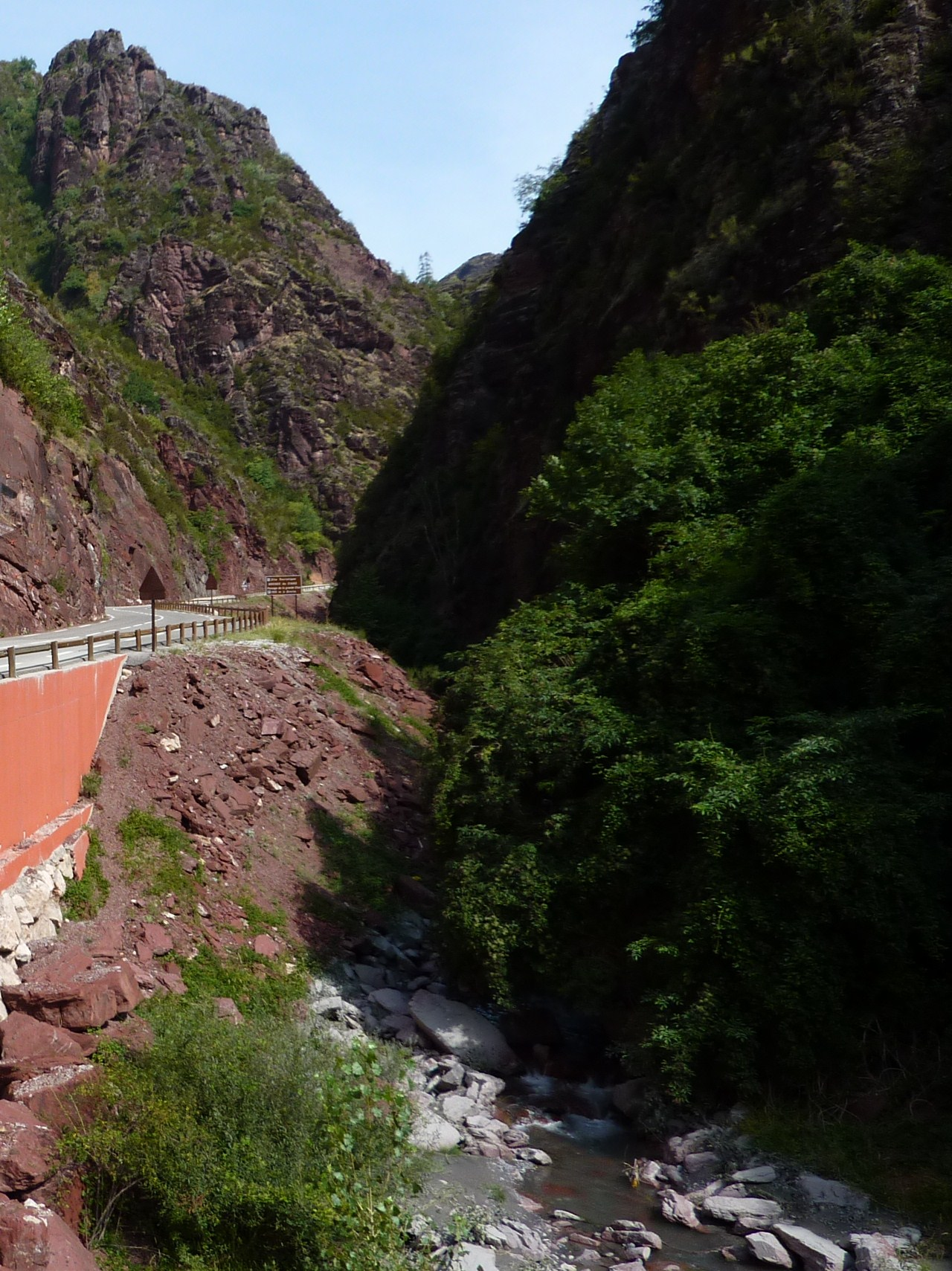
Vue en partie basse des gorges du Cians taillées en « canyon » dans les pélites rouges du dôme de Barrot.
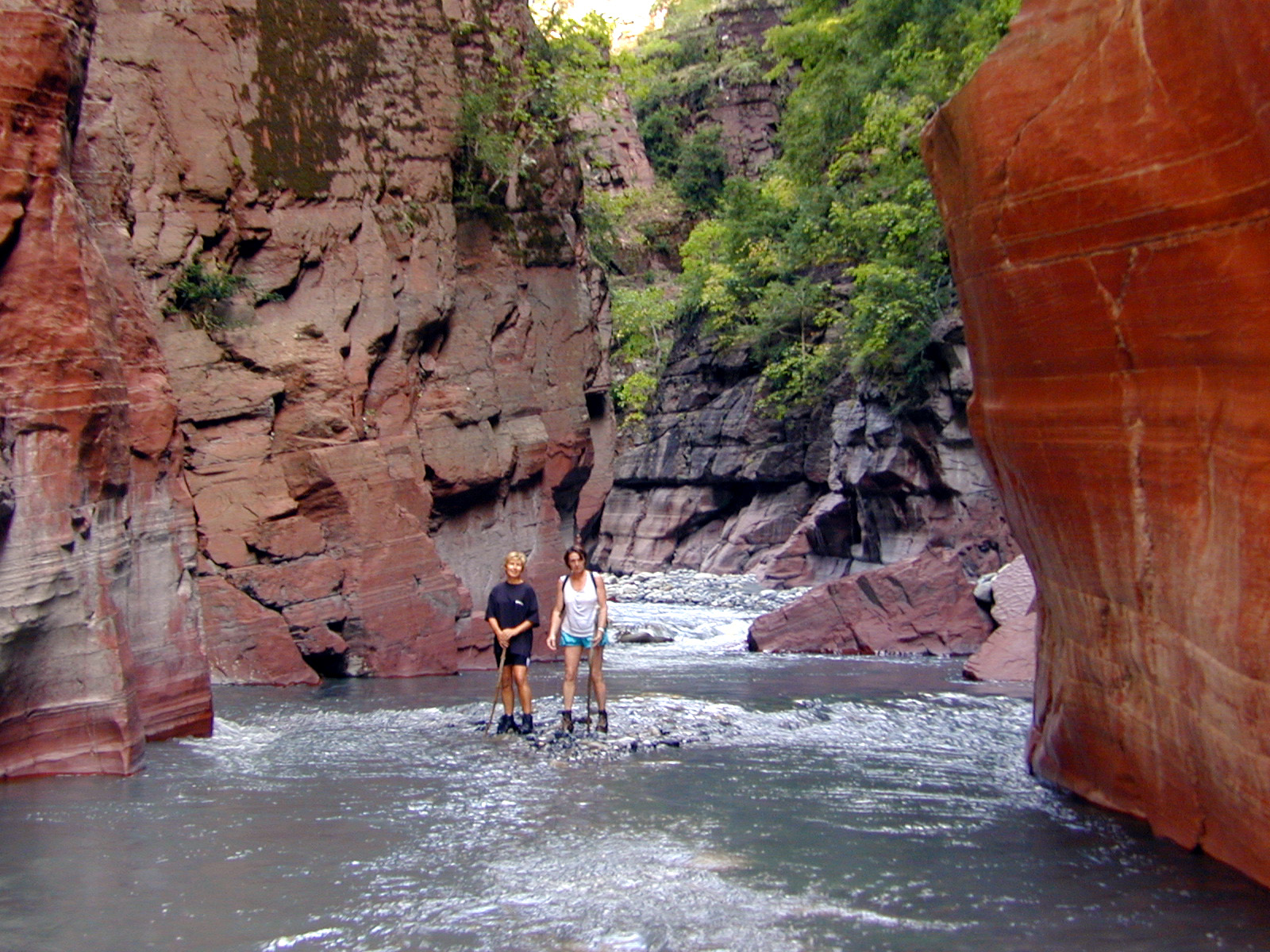
Vue en partie basse des gorges de Daluis taillées en « canyon » dans les pélites rouges du dôme de Barrot.
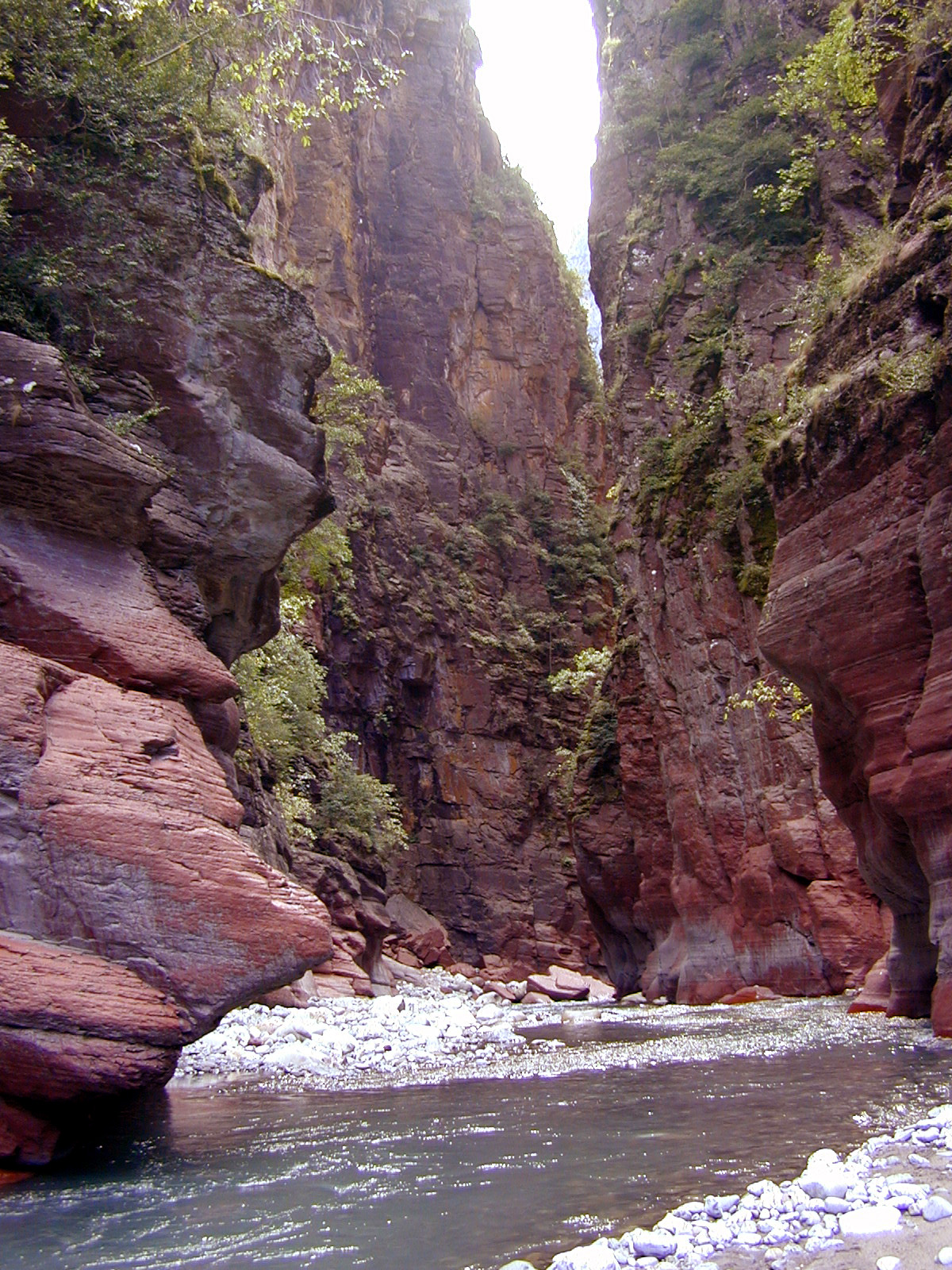
Autre vue partielle des gorges de Daluis taillées en « canyon » dans les pélites rouges du dôme de Barrot.
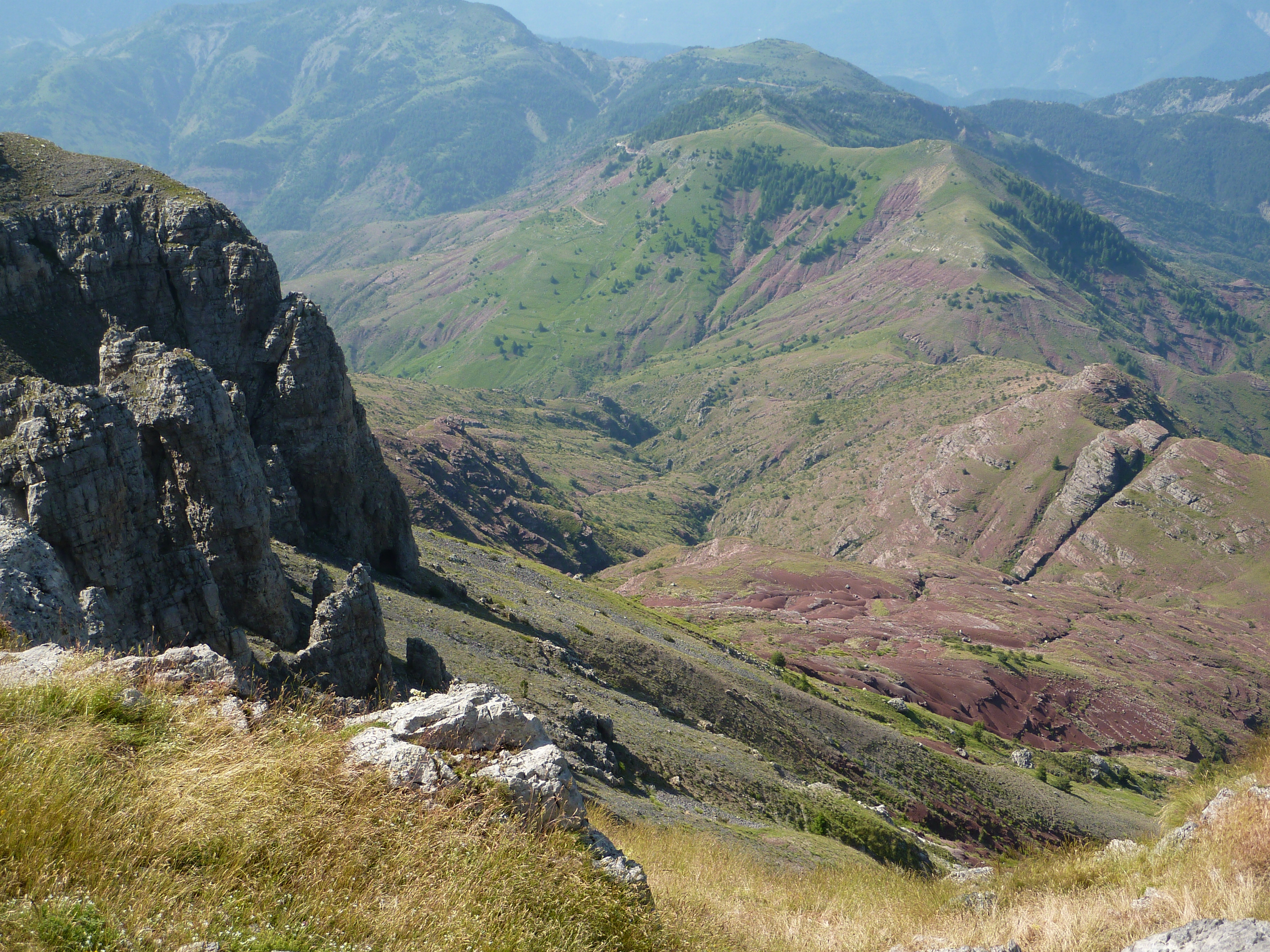
Sommet du dôme de Barrot avec son abrupt calcaire du Trias (t2b) et, vers le sud-ouest, les pélites rouges du Permien.
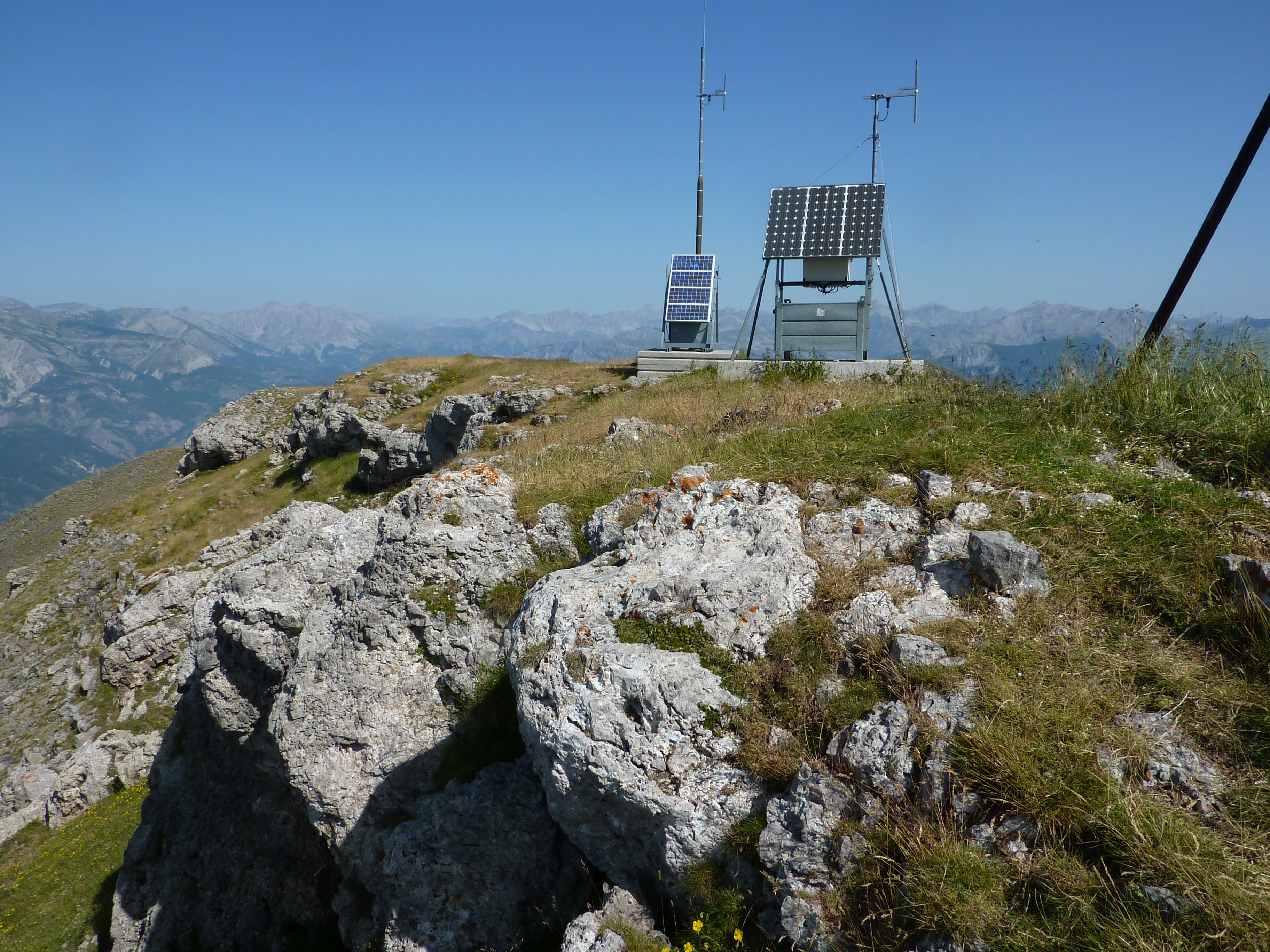
Sommet du dôme de Barrot avec ses blocs calcaires du Trias (t2b) et deux de ses trois signalétiques.
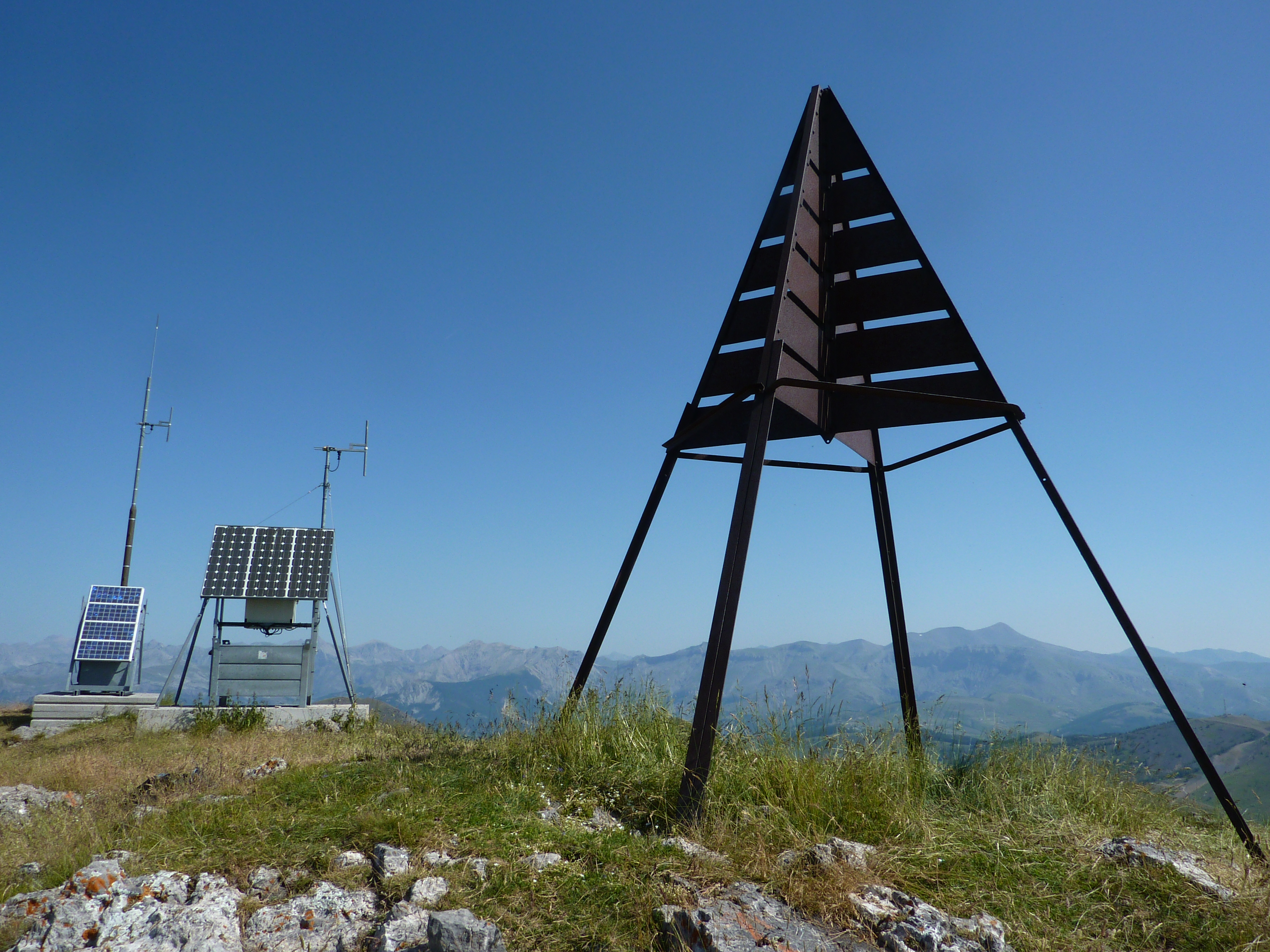
Sommet du dôme de Barrot avec ses 3 signalétiques et, au fond, la chaîne « Côte de l'Âne - Mounier » (2 817 m).
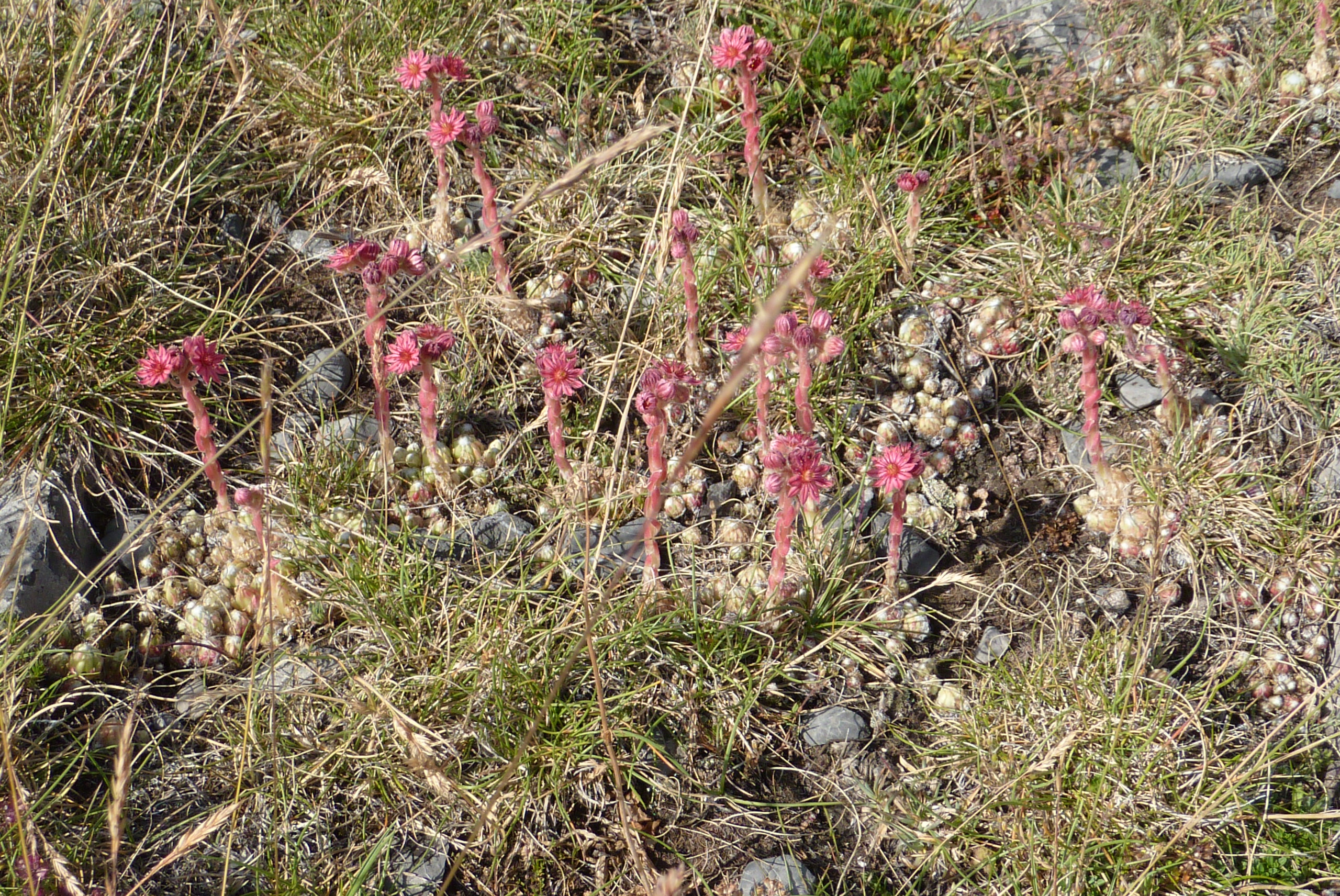
Spécimen de plante grasse en fleur en été sur la partie sommitale du dôme de Barrot.
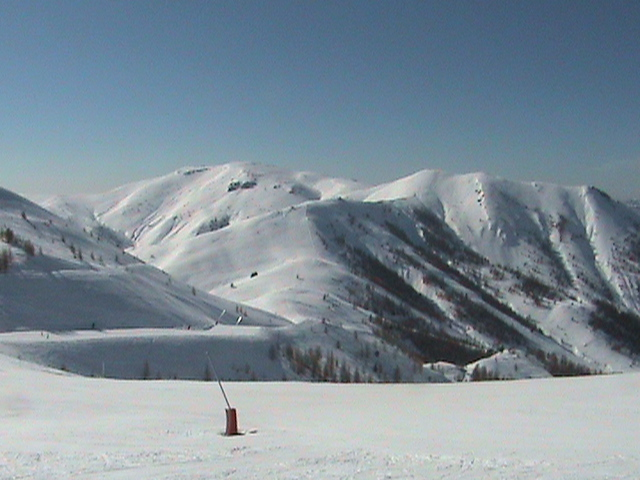
Vue du dôme de Barrot depuis les pistes de ski de la Dreccia-Adrech de Forche (2 011 m) au nord-est.
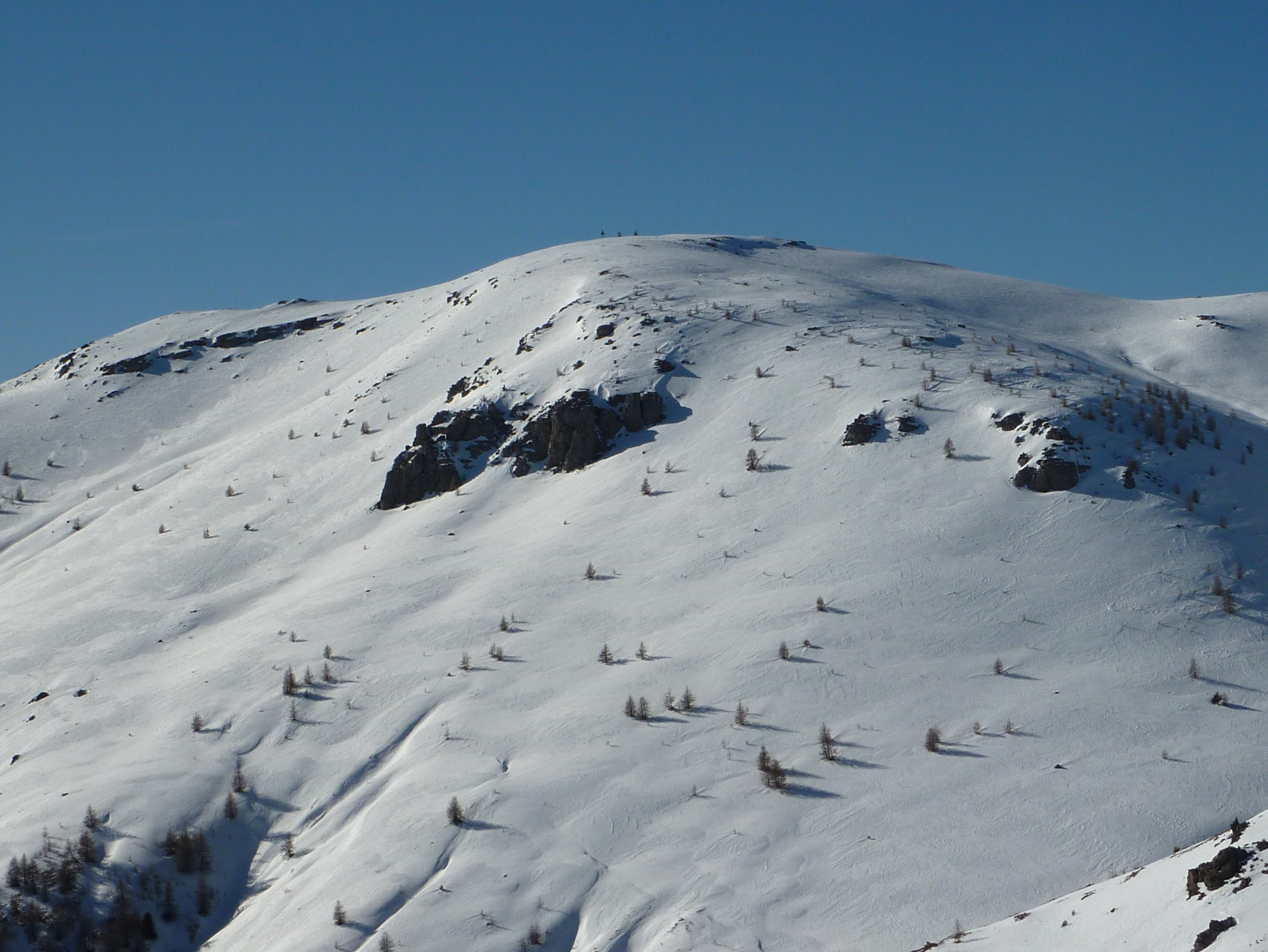
Sommet du dôme de Barrot avec ses trois signalétiques vu des pistes de ski de Pra-Brûlé (1 970 m) au nord.

### Cartographie
- Carte de randonnée no 3640 OT du « Haut Cians - Valberg », échelle 1/25 000, éditée par l'IGN.
- Carte-guide no 5 « Haute vallée du Var - canton de Guillaumes », échelle 1/25 000, éditée par l'IGN.
- Carte « Alpes de Provence - Tinée-Ubaye », échelle 1/50 000, éditée par l'IGN et les Éditions Didier et Richard, Grenoble, 1973.
- Carte TOP 75 no 75010 « Mercantour », échelle 1/75 000 pour l'ensemble du parc du Mercantour et du secteur alpin des Alpes Maritimes et 1/25 000 pour les sections particulières 1) du col de Pouriac, 2) du mont Pétoumier, 3) de la vallée des Merveilles, 4) du mont Pelat et 5) des Cluots, carte éditée par l'IGN, Paris, 2011.
- Carte TOP 100 no 165 « Nice-Draguignan », échelle 1/100 000, éditée par l'IGN, Paris, 2008.
- Carte no 341 « Alpes Maritimes », échelle 1/150 000, éditée par Cartes et guides Michelin, Paris.
- Les 60 cartes légendées contenues dans le guide « Rando Haut Pays » édité par le Conseil général des Alpes-Maritimes, Nice, 2000, 84 p.
- Carte géologique détaillée de la France : feuille XXXVI-41 de Puget-Théniers, échelle 1/50 000, éditée par le Service de la carte géologique de France, Paris, 1999.